# Eneasílabo
El eneasílabo es un verso de arte mayor, de nueve sílabas, de uso poco frecuente en español. Aparece sobre todo en los estribillos de canciones de tradición oral.

## Historia
Aparece ya en la medieval Representación de los Reyes Magos (1145) quizá por influjo francés. En las canciones populares del siglo XV hay numerosos testimonios. Sigue utilizándose en los siglos de Oro en estribillos y letras de baile. Durante el Neoclasicismo y el Romanticismo se exploraron diversos tipos de eneasílabo, con diferentes cadencias, en función de la distribución de sílabas tónicas y átonas. En el modernismo, Rubén Darío lo utiliza en uno de sus poemas más conocidos, «Canción de otoño en primavera» (¡Juventud, divino tesoro, / ya te vas para no volver! / cuando quiero llorar, no lloro, / y, a veces, lloro sin querer). Su uso en la poesía posterior es muy reducido.

## Tipos
Son cinco las clases de eneasílabo según José Domínguez Caparrós:
1. El más frecuente y natural (el que se encuentra más veces puro) es el eneasílabo anfibráquico, acentuado obligatoriamente en la segunda y quinta sílabas además de en la octava.:
Y luego el estrépito crece
confuso y mezclado en un son
que, ronco, en las bóvedas hondas
tronando furioso zumbó
y un eco que agudo parece
del ángel del juicio la voz,
en tiple, punzante alarido,
medroso y sonoro se alzó (José de Espronceda)
Tiene un carácter enfático y se acomoda con facilidad al compás de la danza.
2. El eneasílabo yámbico o trocaico va acentuado en todas sus sílabas pares o, al menos, en cuarta y sexta y, como es natural, en la octava:
en el tapiz está un amor
y una pastora da una flor
al pastorcico que la anhela.
Es una boca en flor la boca
de la que alegre y viva toca
el clavicordio de la abuela (Rubén Darío).
3. El eneasílabo laverdaico va siempre acentuado en segunda y sexta sílabas, aparte, claro está, de la octava. Lo introdujo el poeta español del siglo XIX Gumersindo Laverde:
¿No ves en la estación de amores
pintada mariposa breve
que al soplo de las auras leve
rondando las gentiles flores
leda se mueve? (G. Laverde)
Produce un efecto tenue y ligero.
4. El eneasílabo iriartino se llama así en honor a Tomás de Iriarte, poeta español del siglo XVIII. Va acentuado en la tercera sílaba y, a veces, además, en la sexta:
Si querer entender de todo
es ridícula presunción,
servir sólo para una cosa
suele ser falta no menor (T. de Iriarte)
5. El eneasílabo mixto a va acentuado en tercer y quinta sílabas. Se ha hecho uso consciente de él en el Neoclasicismo y en el Modernismo:
Humo y nada el soplo del ser
mueren hombres, pájaro y flor
corre a mar de olvido el amor
huye a breve tumba el placer (Manuel González Prada)